# Waldeen Falkenstein
Waldeen von Falkenstein Brooke de Zats (* 1. Februar 1913 in Dallas; † 18. August 1993 in Cuernavaca), war eine US-amerikanische Tänzerin und Choreografin. Sie zählt neben Anna Sokolow, Alicia Markova, Anton Dolin und Michel Descombey zu den großen Wegbereitern des moderneren mexikanischen Tanzes.

## Biografie
Waldeen ging mit dem japanischen Choreografen Seki Sano nach Mexiko. Sie verließ Mexiko wieder und kehrte 1939 mit dem Balletttänzer Winifred Winider zurück, um in Mexiko-Stadt am Teatro de Bellas Artes (span. für Theater der Schönen Künste) zu tanzen. Hier gründete sie nach Aufforderung das Ballett des Theaters, das sogenannte Ballet de Bellas Artes (span. für Ballett der schönen Künste), das sie bis zur Auflösung 1947 leitete. In dieser Zeit hatte sie die mit Bodo Uhse ein Verhältnis und wohnte mit ihm zusammen, bevor sich dieser von ihr trennte und Alma Agee heiratete. Sie selbst heiratete den Theaterdirektor Rodolfo Valencia und ging von 1962 bis 1965 nach Kuba aufgrund einer Einladung der dortigen Revolutionsregierung. 1966 gründete sie erneut eine Ballettkompanie, bekannt unter dem Namen „Waldeen-Ballett“, der auch Guillermina Bravo und Ana Mérida angehörten.
Walt Whitman sah ihre Choreografien zu seinen Gedichten als „menschwerdende“ Umsetzung. Waldeen war außerdem eine wichtige Übersetzerin der Gedichte von Pablo Neruda, im Speziellen von seinem Gedichtband Canto General. Neruda äußerte diesbezüglich „Waldeen, ich danke dir für die Gedichte zu meinen Gedichten, die besser als meine sind.“